# 馬山県
馬山県（ばさん-けん）は中華人民共和国広西チワン族自治区南寧市に位置する県。

## 歴史
秦代には、桂林郡の管轄とされた。漢初には鬱林郡の下部に領方県と増食県が設置され、唐代まで沿襲された。唐代には、嶺南道邕州都督府の羈縻州である思恩州が置かれた。宋代には、思恩州は広南西路邕州右江道の羈縻州となった。元代になると、思恩州は湖広行中書省田州路に属した。明代には、思恩軍民府が置かれ、広西布政使司右江道の管轄とされた。
1425年（洪熙元年）、明朝により馬山地区に白山・古零・喬利・興隆・那馬・定羅の6堡が設置された。1528年（嘉靖7年）には白山・古零・興隆・那馬・定羅の5土巡司に改編された。清代は基本的に明代の行政区画を踏襲したが、1876年（同治6年）に那馬土司が那馬庁に改編されている。
1912年（民国元年）、那馬庁と定羅土司が統合され、那馬県が置かれた。1915年（民国4年）には興隆・白山・古零の3土司が統合され、隆山県が誕生した。1927年（民国16年）に両県は広西省直轄とされ、1930年（民国19年）には賓陽民団区、1935年（民国25年）には武鳴行政監督区の管轄とされた。
1949年、中華人民共和国が成立すると、両県は武鳴専区の管轄とされたが、1951年2月の武鳴専区の廃止に伴い南寧専区（後の南寧市）に移管された。同年6月、那馬県と隆山県の合併が決定され、馬山県が成立し、現在に至っている。

## 行政区画
- 鎮:白山鎮、百竜灘鎮、林圩鎮、古零鎮、金釵鎮、周鹿鎮、永州鎮
- 郷:喬利郷、加方郷
- 民族郷:古寨ヤオ族郷、里当ヤオ族郷

## 交通
- G210国道

## 健康・医療・衛生
- 馬山県人民医院